# 상인

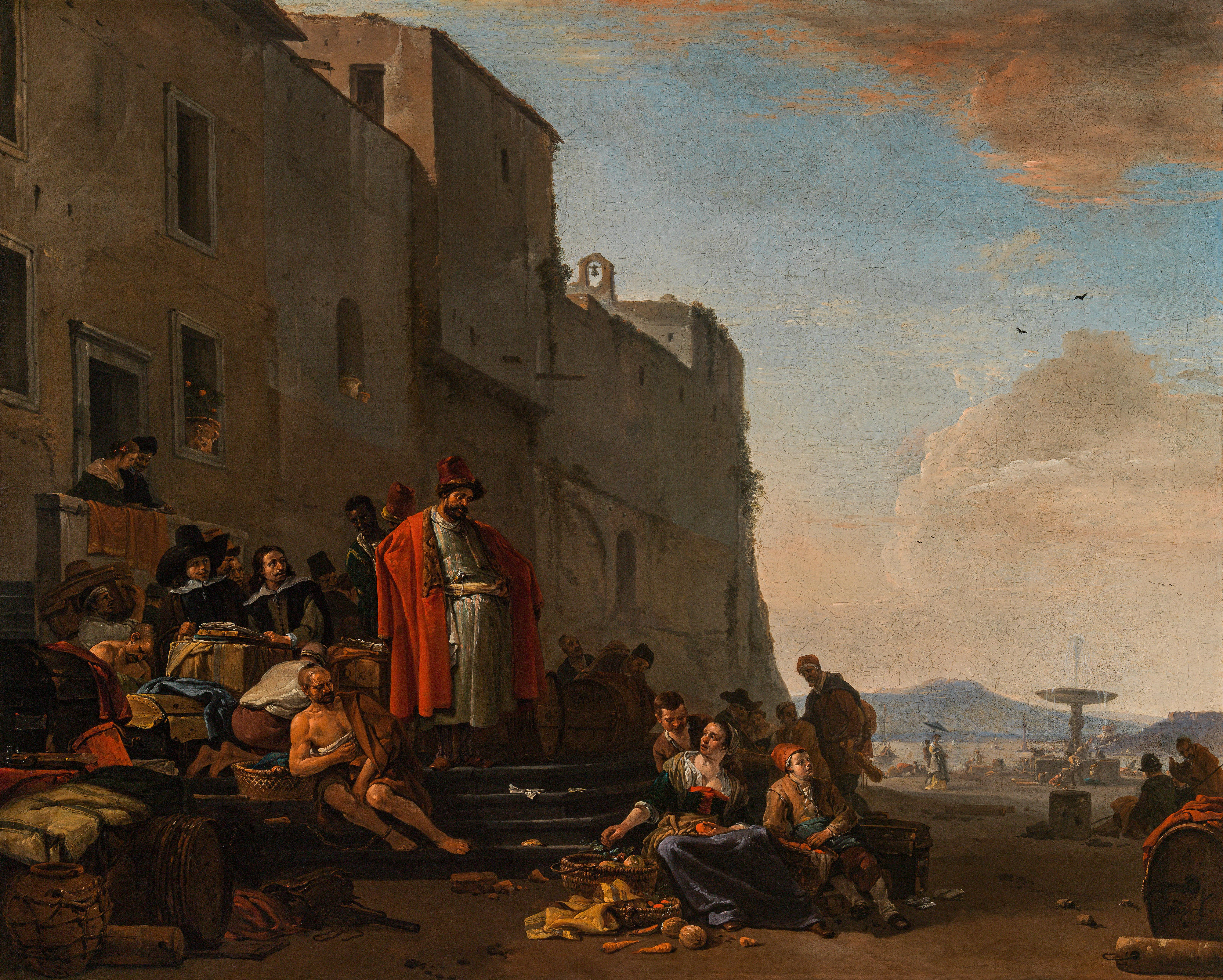
토마스 윅의 남부 항구 상인들 1660년경

상인(商人, 영어: merchant)은 상법상의 개념으로 영리행위를 하는 주체이다. 영리행위를 개인이 하는 경우에는 자연인 그 자체가 상인이 되지만, 법인이 하는 경우에는 상인인 법인을 대표하여 법률행위를 할 주체가 필요하게 된다.

## 상인의 개념에 대한 견해
- 실질주의: 이는 실질적으로 특정한 행위를 상행위로 정하고 이러한 상행위를 영업으로 하는 자를 상인으로 하는 입법주의로 상행위법주의 ･객관주의 ･상사법주의라고도 한다.
- 형식주의: 실질주의와는 달리 행위의 실질적인 내용을 구별하지 않고 어떠한 행위든지 일정한 형식을 갖추고 상인적 방법으로 영업을 하는 자를 상인으로 하는 입법주의로 상인법주의 ･ 주관주의 ･ 상업법주의라고도 한다.
- 절충주의: 실질주의와 형식주의를 절충하여 상행위를 영업으로 하는 자뿐만 아니라 일정한 형식을 갖추고 상인적 방법으로 영업을 하는 자도 상인으로 인정하는 입법주의이다.

## 상인자격의 취득과 상실
- 자연인은 상인능력이 있다면 연령, 성별, 행위능력에 관계없이 누구라도 상인이 될 수 있다. 영업활동의 사실상 종료에 따라 상인자격을 상실한다.
- 회사는 태생적 상인이다. 회사 성립(회사성립등기시)에 따라 자격을 취득하고, 청산의 종료에 의해 상실한다. 즉, 해산하더라도 청산목적 범위 내에서 존속한다(청산의 사실상 종결).
- 영업개시에 의해 자격을 취득하나, 반드시 영업목적 자체의 개시를 의미하지 않고 준비행위도 포함한다. 이 시점에 따른 학설 대립이 존재한다.

### 학설
1. 영업의사주관적실현설
2. 영업의사객관적인식가능설 (통설)
3. 영업의사표백설
4. 단계설

### 판례
- 영업의사객관적인식가능설의 입장이다.
- 상인은 상행위에서 생기는 권리·의무의 주체로서 상행위를 하는 것이고, 영업을 위한 행위가 보조적 상행위로서 상법의 적용을 받기 위해서는 행위를 하는 자 스스로 상인 자격을 취득하는 것을 당연한 전제로 한다.[1]
- 영업의 목적인 기본적 상행위를 개시하기 전에 영업을 위한 준비행위를 하는 자는 영업으로 상행위를 할 의사를 실현하는 것이므로 그 준비행위를 한 때 상인자격을 취득함과 아울러 이 개업준비행위는 영업을 위한 행위로서 그의 최초의 보조적 상행위가 되는 것이고, 이와 같은 개업준비행위는 반드시 상호등기·개업광고·간판부착 등에 의하여 영업의사를 일반적·대외적으로 표시할 필요는 없으나 점포구입·영업양수·상업사용인의 고용 등 그 준비행위의 성질로 보아 영업의사를 상대방이 객관적으로 인식할 수 있으면 당해 준비행위는 보조적 상행위로서 여기에 상행위에 관한 상법의 규정이 적용된다.[2]
- 회사가 상법에 의해 상인으로 의제된다고 하더라도 회사의 기관인 대표이사 개인이 상인이 되는 것은 아니다[3]
- 대표이사 개인이 회사의 운영 자금으로 사용하려고 돈을 빌리거나 투자를 받더라도 그것만으로 상행위에 해당하는 것은 아니다.[4]
- 상인이 영업과 상관없이 개인 자격에서 돈을 투자하는 행위는 상인의 기존 영업을 위한 보조적 상행위로 볼 수 없다.[5]

## 소상인
소상인(小商人)은 규모를 작게 하여 장사하는 자를 의미한다. 소상인의 존립조건은 기본적으로는 중소기업주층과 동일하다. 그렇지만 수적으로 보면 소매상인의 수는 오히려 증대하고 있고 이는 중소기업주의 점감경향(漸減傾向)과 대조적이다. 그러나 소상인이 대자본의 압박을 받고 있는 정도는 중소기업의 경우보다 더 심하고 그 경영규모도 대체로 영세적이다. 상업의 도매단계에서는 그들은 거의 완전하게 대상업자본인 도매상에게 구축되고 근대화가 이뤄지지 않은 유통기구의 말단, 즉 소매단계에서 도매자본에 종속하면서 생존을 유지하고 있다. 최근에는 소매상업에까지 대자본이 진출하고 있어 소매상인의 경영은 일층 압박당하고 있으며 소상인층도 내부적으로 계층분해하고 있다. 비교적 큰 경영상인은 저렴한 점원의 노동력에 의존하여 그 생활을 유지하고 있고 프티 부르주아적 생활양식을 벗어나지 못하고 있다. 한편 저변에 깔려 있는 대다수의 영세 소매상인은 가족노동에 의존하고 거의 잠재실업자와 다름 없는 노동자화되고 있다.

## 판례
- 대법원은 변호사[7]와 법무사[8]의 상인자격을 부정한다.

## 같이 보기
- 의제상인
- 당연상인
- 대한민국 상법 제4조
- 대한민국 상법 제5조
- 대한민국 상법 제9조